# Escuela de Cambridge (historia intelectual)
En el ámbito de la historia intelectual y de la historia del pensamiento político, la Escuela de Cambridge se constituye como un movimiento historiográfico dinámico y metodológicamente sofisticado, tradicionalmente vinculado a la Universidad de Cambridge. Este enfoque ha sido representado y desarrollado por académicos que han ocupado, o continúan desempeñándose, en posiciones académicas en dicha institución, entre ellos Quentin Skinner, J. G. A. Pocock, Peter Laslett, John Dunn, James Tully, David Runciman y Raymond Geuss.

## Resumen
La Escuela de Cambridge puede caracterizarse de manera amplia como un modo de interpretación historicista o contextualista, poniendo un énfasis primario en las condiciones históricas y el contexto intelectual del discurso de una era histórica dada, y oponiéndose al anacronismo percibido de los métodos convencionales de interpretación, los cuales, según la escuela, distorsionan frecuentemente el significado de los textos e ideas al leerlos en términos de entendimientos modernamente distintivos de la vida social y política. En estos términos, la Escuela de Cambridge es «idealista» en el sentido de que acepta las ideas como elementos constitutivos de la historia humana por sí mismas, y por lo tanto, contradice el positivismo de las ciencias sociales en la historiografía.
El texto frecuentemente considerado como la declaración original de los principios de la escuela es el artículo de Quentin Skinner de 1969 titulado Meaning and Understanding in the History of Ideas.  En este artículo, Skinner ataca lo que describe como dos «ortodoxias»: el «perennalismo», la idea de que los filósofos siempre han debatido las mismas preguntas fundamentales, y la noción de que el contexto es irrelevante para una comprensión histórica de los textos, que pueden leerse como material autónomo. En palabras de Mark Bevir, Skinner y sus colegas «defendieron la historia de la teoría política contra tanto los reduccionistas que desestimaban las ideas como meros fenómenos secundarios, como los teóricos canónicos que abordaban los textos como obras filosóficas intemporales».
La escuela ha sido criticada desde varios frentes. Por un lado, los historiadores que trabajan en contextos más materialistas, como la historia social, han criticado el enfoque de la escuela en las ideas. Christopher Goto-Jones ha argumentado que la escuela se ha desarrollado en una dirección orientalista al descuidar las contribuciones no occidentales a la historia intelectual.

## Michael Oakeshott: debates sobre influencia
La discordancia interna parece manifestarse en la historia de la idea de la Escuela de Cambridge, especialmente en lo que respecta al llamamiento dialéctico de J.G.A. Pocock a un «contextualismo global», así como a un examen crítico de las diversas iteraciones del «multiculturalismo» y los contornos subjetivos, si no potencialmente relativos, de tal contextualismo. El contextualismo de Pocock ha sido vinculado con Michael Oakeshott, especialmente tras la publicación en 1968 de un ensayo crítico sobre las lecciones de la lingüística socio-histórica defendida por el filósofo liberal-conservador. Pocock ya había argumentado de manera sincera en un ensayo de 1958 (publicado en 1962) que, a pesar de paralelizar un comentario oakeshottiano sobre las inevitables influencias de la sociedad pasada sobre los enunciados humanos, gran parte de la metodología contextualista en expansión derivaba de las enseñanzas y esfuerzos de Peter Laslett. En una respuesta reciente a un artículo sobre la historia de la idea de la Escuela de Cambridge, Pocock fue más políticamente explícito: «...en Cambridge, durante esos años [1956-58], me atrajo mucho, aunque nunca me convertí completamente, el conservadurismo estético de la afirmación de Oakeshott de que las categorías del discurso generadas por una sociedad humana son... tan numerosas que son incomparables y sus insinuaciones mutuas están más allá del control analítico.»
J.G.A. Pocock mencionó a Michael Oakeshott en un pasaje final del artículo de 1965 Machiavelli, Harrington y las ideologías políticas inglesas en el siglo XVIII. El pasaje advertía en contra de una clasificación sincrónica generalizada de los neo-harringtonianos en The Machiavellian Moment como «reaccionarios» y sus opositores como «conservadores», incluso en estudios diacrónicos. El pasaje consistía en argumentos resumidos de un artículo que Pocock había publicado el año anterior, Ritual, Lenguaje, Poder: Un ensayo sobre los significados políticos aparentes de la filosofía china antigua para la editorial Political Science. Pocock reflexionó que los lectores considerarían «extraño» encontrar al «partido conservador repudiando [la interpretación de 'manual escolar' de los neo-harringtonianos] de la historia, y la oposición apelando a ella... Cuando el adversario con el que se enfrenta [el miembro del partido conservador] es un reaccionario fundamentalista, que aboga por un regreso a las cosas tal como (él dice) fueron, no es sorprendente que el conservador argumente, primero, que las cosas en el pasado no eran como el adversario supone, y segundo, que la idea misma de apelar al pasado está fuera de lugar. Puede lograr lo primero mediante la crítica histórica, que es igualmente probable que sea una técnica conservadora que radical. Lo segundo puede lograrlo de dos maneras. Como Hooker y Burke, puede apelar a la tradición... o puede recurrir a un empirismo pragmático, que rechaza toda la noción de la historia como un tribunal de apelación... Estos dos argumentos no son tan diferentes como podrían parecer. El filósofo chino antiguo Xun Zi trató de unificarlos, y en esa isla de Albion de Oakeshott, por supuesto, se encuentran en muchas combinaciones.»
En una nota relacionada, en su respuesta de 2019 al artículo de la Escuela de Cambridge, Pocock aludió además a su The Machiavellian Moment de 1975 como un «tratado 'Cambridge' [escrito] en un contexto estadounidense (sugerido por Bernard Bailyn y Caroline Robbins).» Esta sugerencia de Bailyn probablemente derivaba de los comentarios editoriales de WMQ sobre el artículo de Pocock de 1965, pero cualquier impulso relacionado con Bailyn para el estudio seminal de Pocock sigue siendo un tema de investigación académica.

## La posición republicana
J.G.A. Pocock aclaró y actualizó periódicamente las metodologías de la Escuela de Cambridge. En un ensayo metodológico de 1981, por ejemplo, Pocock criticó la deconstrucción, expresó su sorpresa ante los comentaristas y académicos que lo «denunciaron como partícipe de una conspiración de ideólogos estadounidenses» e intentó utilizar interpretaciones de personajes de Raiders of the Lost Ark sobre el Arca de la Alianza para ilustrar su enfoque de la historia. Consideraba «claro que no estoy suponiendo un estado de cosas en el que cada idioma o paradigma define una comunidad de personas que hablan en sus términos y cuyo pensamiento está regido por sus presupuestos». Los objetivos de reconstruir el discurso eran iluminar el pensamiento político, no cerrar la posibilidad o probabilidad de un pensamiento político independiente de un discurso dado.
En 2004, J.G.A. Pocock expuso uno de sus muchos motivos para contribuir a la Escuela de Cambridge. Pocock confirmó que «[Quentin] Skinner y yo coincidimos en cierta simpatía por la posición 'positiva', o como aparecerá, la posición 'republicana'". Esta última "posición" solía, pero no siempre, significar modos de gobierno más que, por ejemplo, el "progresismo empresarial" norteamericano industrial y postindustrial o el colectivismo en sociedades y subculturas sin estado. Mira Siegelberg sostiene que las ideas de Hannah Arendt, en lugar de servir «como fuente de las implicaciones normativas de su [más tarde] argumento —como han afirmado algunos de sus críticos— Pocock se colocó en una relación crítica con su valoración del republicanismo cívico».

## Ideas in Contextde Cambridge University Press
En 1984, Cambridge University Press publicó Philosophy in History: Essays in the Historiography of Philosophy, una colección de conferencias entregadas para una secuencia de conferencias de 1982-83 en la Universidad Johns Hopkins. La colección se convirtió en el volumen inaugural de la serie Ideas in Context del editor, con un comité editorial que incluía a Quentin Skinner, Richard Rorty y J. B. Schneewind. El ensayo introductorio sirvió tanto como introducción al volumen como a la serie Ideas in Context en sí misma. Aunque firmado por los tres editores, Richard Fisher sostiene que la declaración de propósito fue «en gran parte escrita» por Rorty y que su tono era «bastante diferente a mucho de lo que ha seguido». Dicho esto, Quentin Skinner permaneció como editor general durante más de dos décadas. El segundo volumen de la serie fue Virtue, Commerce, and History: Essays in Political Thought and History, Chiefly in the Eighteenth Century, una colección de ensayos de J. G. A. Pocock que periódicamente empleó la distinción saussuriana entre langue y parole en el estudio de los contextos para las ideas, anticipando el sexto volumen de la serie, The Language of Political Theory in Early-Modern Europe.
El prefacio de la colección de 1984, nuevamente firmado por Skinner, Rorty y Schneewind, expresó gratitud por el apoyo, tanto académico como financiero, de Robert L. Payton. Payton, exembajador de los Estados Unidos en Camerún, exrector de una universidad y presidente de la Fundación Exxon Education, desempeñó un papel clave en el financiamiento de la secuencia de conferencias de la Universidad Johns Hopkins. El prefacio indicó que Payton «hizo todo lo que un amigo paciente y generoso podría hacer para ayudarnos en cada etapa de nuestra empresa. Su ánimo y fe en el proyecto fueron constantes y alentadores a lo largo de todos los cambios en nuestros planes». La Fundación Exxon Education, dirigida por Payton, ya había financiado la secuencia de conferencias en Johns Hopkins. La fundación sigue patrocinando la serie de libros, mientras que Cambridge University Press promueve la sostenibilidad y el ahorro energético en la publicación académica.
A pesar de las continuidades financieras y filantrópicas, los contribuyentes a un número especial de 2014 dedicado a la serie en el Journal of the History of Ideas, titulado Ideas in Context at 100, observaron cambios sustanciales en el contenido y alcance. Los contribuyentes también señalaron que varios estudios de la serie no se atuvieron estrictamente a las metodologías de la Escuela de Cambridge. En su lugar, estos libros representaron una serie de alteraciones e innovaciones en el contextualismo desde la década de 1980. La introducción editorial al número especial reconoció que los «temas formativos de la Escuela de Cambridge» se reflejaban en muchos de los monográficos de Ideas in Context —un enfoque en la historia del pensamiento político, la preocupación por la carrera del republicanismo y sus diversos desafiantes ideológicos, la tendencia a estudiar ideas políticas seculares aisladas de la religión, la ocupación con la Europa temprana moderna y una preferencia por un canon de autores europeos occidentales e ingleses situados dentro de una densa red contextual de argumentos, lenguas y textos. Sin embargo, después de la publicación de The Language of Political Theory in Early-Modern Europe, «la serie se expandió rápidamente para abarcar cronologías, temas, dominios de esfuerzo intelectual y territorios más amplios». De manera similar, la relación de Ideas in Context con las «preocupaciones metodológicas más estrechamente asociadas con la Escuela de Cambridge... ha tendido a regir más en el espíritu que en la letra de los muchos distinguidos trabajos que constituyen Ideas in Context».
Christopher Celenza agregó que la serie Ideas in Context incluía «obras sintéticas que definieron el campo de estudios por académicos senior (como That Noble Dream de Peter Novick y The Origins of American Social Science de Dorothy Ross); estudios innovadores que rápidamente se convirtieron en canónicos (como The Ideological Origins of the British Empire de David Armitage); libros por académicos renombrados comenzando nuevos caminos pioneros (como Adversaries and Authorities de Geoffrey Lloyd); volúmenes que surgieron de conferencias o secuencias de conferencias (como Philosophy in History); colecciones de ensayos sobre un solo tema importante (como Renaissance Civic Humanism: Reappraisals and Reflections, editado por James Hankins) y numerosos primeros libros». Celenza definió la «misión esencial» de la serie Ideas in Context como proporcionar «contexto para los pensadores bajo estudio (situación institucional, biografía y tradición intelectual inmediata) y, al hacerlo, llegar a conclusiones que el escrutinio de sus textos por sí solos (y especialmente solo de los argumentos de sus textos) no habría permitido».